# Uherský Brod
Uherský Brod (niem. Ungarisch Brod) – miasto w Czechach, w kraju zlińskim, w powiecie Uherské Hradiště, 14 km na południowy wschód od miasta Uherské Hradiště. W 2018 liczba mieszkańców wynosiła 16 522.

## Historia

### Średniowiecze
Pierwsze pisemne wzmianki o mieście pochodzą z roku 1140. Wymieniane jest jako osada Brod czy Na brodzie, ponieważ znajdował się tutaj bród na rzece Olšava. W roku 1272 król Przemysł Ottokar II wyniósł Brod do rangi miasta królewskiego i przyznał mu wiele przywilejów, czym zapewnił mu dobrobyt. Podczas wojen husyckich miasto było punktem oparcia wypraw wojennych do Górnych Węgier.

### XVI wiek i wojna trzydziestoletnia
Dnia 18 czerwca 1506 roku król Władysław II Jagiellończyk podarował miasto Janowi z Kunovic, zatem Brod przestał być miastem królewskim. W XVI wieku zażył dużego rozwoju – został wybudowany ratusz i Panský dům. Okres rozkwitu skończył się na początku XVII wieku, kiedy miasto zaczęli atakować Węgrzy. Upadek postępował także w czasie wojny trzydziestoletniej, która przyczyniła się do znacznego zniszczenia Brodu. Zagłada oznaczała także wygnanie protestantów, którzy tworzyli większość obywateli.
Kościół Niepokalanego Poczęcia Najświętszej Maryi Panny przy byłym klasztorze dominikanów był do obecnej postaci przebudowany w latach 1636–1670. Tutejsza Czarna Madonna jest celem wielu pielgrzymów, zwłaszcza podczas Pielgrzymki Różańcowej (Růžencová pouť) w pierwszą sobotę i niedzielę października.

### XVIII i XIX wiek
Po wojnie miasto się powoli odbudowywało. Między nowymi osadnikami byli także Niemcy, a przeważnie mówiący po niemiecku Żydzi.
Niemcy byli w XVIII wieku nacją dominującą i rządzili radą miasta. Znaczenie czeskich obywateli zaczęło rosnąć w XIX wieku. Niemcy tworzyli w mieście mniejszość, byli jednak wspierani przez społeczność żydowską. W roku 1890 samorząd przeszedł w ręce Czechów. Zaczął się rozwijać przemysł – w roku 1894 został założony Browar Janáček (Pivovar Janáček, obecna nazwa Pivovar Uherský Brod). Powstawały także firmy przemysłu spożywczego i drzewnego.
Pomimo obecności licznej mniejszości niemieckiej i żydowskiej w samym mieście, okoliczne wsie były przeważnie czeskie. W XIX wieku miasto dzieliło się socjalnie i ekonomicznie na trzy części – miasto (centrum), miasto żydowskie i przedmieście. W centrum żyli przeważnie rzemieślnicy, kupcy, urzędnicy – czeskiej i niemieckiej narodowości. Żydowską dzielnicę zamieszkiwali głównie obywatele pochodzenia żydowskiego. Przedmieście miało czeski i wyraźnie rolniczy charakter. Około roku 1850 w mieście żyło 3000 ludzi.

### XX wiek
W przeciągu jednego wieku liczba mieszkańców podwoiła się i wynosiła 6000 w 1945 roku, pomimo że w trakcie II wojny światowej okupanci zlikwidowali społeczność żydowską. Żydzi, którzy przeżyli, w większości do miasta już nie wrócili i osiedlili się zagranicą.
Dnia 27 czerwca 1936 była tu założona filia firmy Česká zbrojovka Praha, dzisiejsza Česká zbrojovka Uherský Brod. W roku 1951 powstało przedsiębiorstwo przemysłowe Slovácké strojírny, jako pierwsza duża firma w mieście w sektorze przemysłu ciężkiego. Do przedsiębiorstwa była później wybudowana bocznica kolejowa ze stacji Uherský Brod na linii kolejowej Brno – Trenčianska Teplá (po czesku zwana Vlárská dráha).
Rozwój gałęzi przemysłowej, ale także średnio-dużych przedsiębiorstw, przejawił się wyraźnie we wzroście liczby mieszkańców. W latach 1945–1990 liczba mieszkańców potroiła się i dosięgnęła 18000. Ten wzrost spowodowany był przyrostem naturalnym, migracją ludności a także przyłączeniem do miasta gmin Havřice, Maršov, Újezdec i Těšov.
Wzrost liczby mieszkańców oznaczał także możliwość rozwoju miasta na polu kultury. Zaczęły powstawać organizacje kulturowe. Już w roku 1951 została założona folklorystyczna grupa Olšava. Jej założycielami byli przede wszystkim pracownicy Slováckich strojírn. W roku 1960 został zlikwidowany powiat Uherský Brod, co utrudniło dalszy rozwój miasta. Negatywny wpływ miał rozpad Czechosłowacji 31 grudnia 1992 roku, ponieważ miasto znalazło się na pograniczu.

### XXI wiek
Dnia 24 lutego 2015 we wtorek od 12:30 uzbrojony sześćdziesięciotrzyletni mieszkaniec miasta Zdeněk Kovář w restauracji Družba zastrzelił osiem osób a jedną ciężko ranił. Po niecałych dwóch godzinach od masakry, przy akcji policyjnej jednostki interwencyjnej, popełnił samobójstwo. Jest to drugi co do liczebności ofiar mord w historii Republiki Czeskiej.

## Demografia

Struktura wiekowa mieszkańców gminy Uherský Brod, 2011. niebieski – mężczyźni, czerwony – kobiety

Według spisu z roku 1930 żyło tutaj 5936 ludzi w 1099 domach. Swoją narodowość jako czechosłowacką określiło 5445 mieszkańców, jako niemiecką 42. Żyło tutaj 4268 katolików, 79 ewangelików, 998 członków Czechosłowackiego Kościoła Husyckiego i 493 żydów.
| Rok                | 1869  | 1880  | 1890 | 1900 | 1910 | 1921 | 1930 | 1950 | 1961   | 1970   | 1980   | 1991   | 2001   | 2011   |
| ------------------ | ----- | ----- | ---- | ---- | ---- | ---- | ---- | ---- | ------ | ------ | ------ | ------ | ------ | ------ |
| Liczba mieszkańców | 5 855 | 6 492 | 6935 | 7399 | 8014 | 8384 | 8821 | 9856 | 12 565 | 14 406 | 17 459 | 17 721 | 17 592 | 16 758 |
| Liczba domów       | 959   | 1055  | 1120 | 1221 | 1344 | 1452 | 1739 | 2076 | 2223   | 2334   | 2472   | 2744   | 2854   | 3017   |

Źródło: Czeski Urząd Statystyczny
- Struktura wiekowa mieszkańców gminy Uherský Brod, 2011. niebieski – mężczyźni, czerwony – kobiety[3]

## Części miasta
- Uherský Brod
- Havřice
- Maršov
- Těšov
- Újezdec

## Gospodarka
Największymi przemysłowymi przedsiębiorstwami w mieście i okolicy są Česká zbrojovka, Slovácké strojírny i Pivovar Uherský Brod.

## Szkolnictwo, kultura i sport
W mieście znajduje się osiem przedszkoli i pięć szkół podstawowych. Znajdują się tutaj trzy szkoły średnie – Liceum J. A. Komeńskiego, Przemysłowa Szkoła Średnia i Akademia Handlowa Uherský Brod i zasadnicza szkoła zawodowa.
Spośród instytucji kulturalnych wymienić można Muzeum Jana Amosa Komeńskiego, Bibliotekę Františka Kožíka, Dom kultury Uherský Brod, Obserwatorium astronomiczne i Kino Máj.
Miasto prowadzi aquapark Delfín, Stadion atletyczny Lapač, Stadion Orelský, Halę sportową TJ SPARTAK Uherský Brod, odkryty basen, lodowisko, ośrodek narciarski "Mikulčin Vrch" i strzelnicę sportową "Maršov".

## Osoby urodzone w mieście
- Vladimír Babula (1919 – 1966), pisarz
- Vlastimil Babula (1973), czeski szachista, arcymistrz od 1997 roku
- Ladislav Boháč (1907-1978), aktor i reżyser
- Jan Amos Komeński (1592-1670), filozof, pedagog, biskup. Uherský Brod jest jednym z trzech możliwych miejsc urodzenia Komeńskiego. Pewnym jest, że spędził tu swoje dzieciństwo. Pozostałymi prawdopodobnymi miejscami urodzenia jest gmina Nivnice i Komňa. W Uherským Brodzie jest muzeum i liceum noszące jego imię. Na Placu Masaryka od roku 1992 znajduje się poświęcony mu pomnik Obelisk Via Lucis autorstwa znanego rzeźbiarza Ivana Theimera.
- Vojtěch Luža (1891–1944), generał, w czasach I wojny światowej oficer Korpusu Czechosłowackiego w Rosji

## Miasta partnerskie
- Naarden (został tam pochowany Jan Amos Komeński)
- Nowe Miasto nad Wagiem

## Galeria

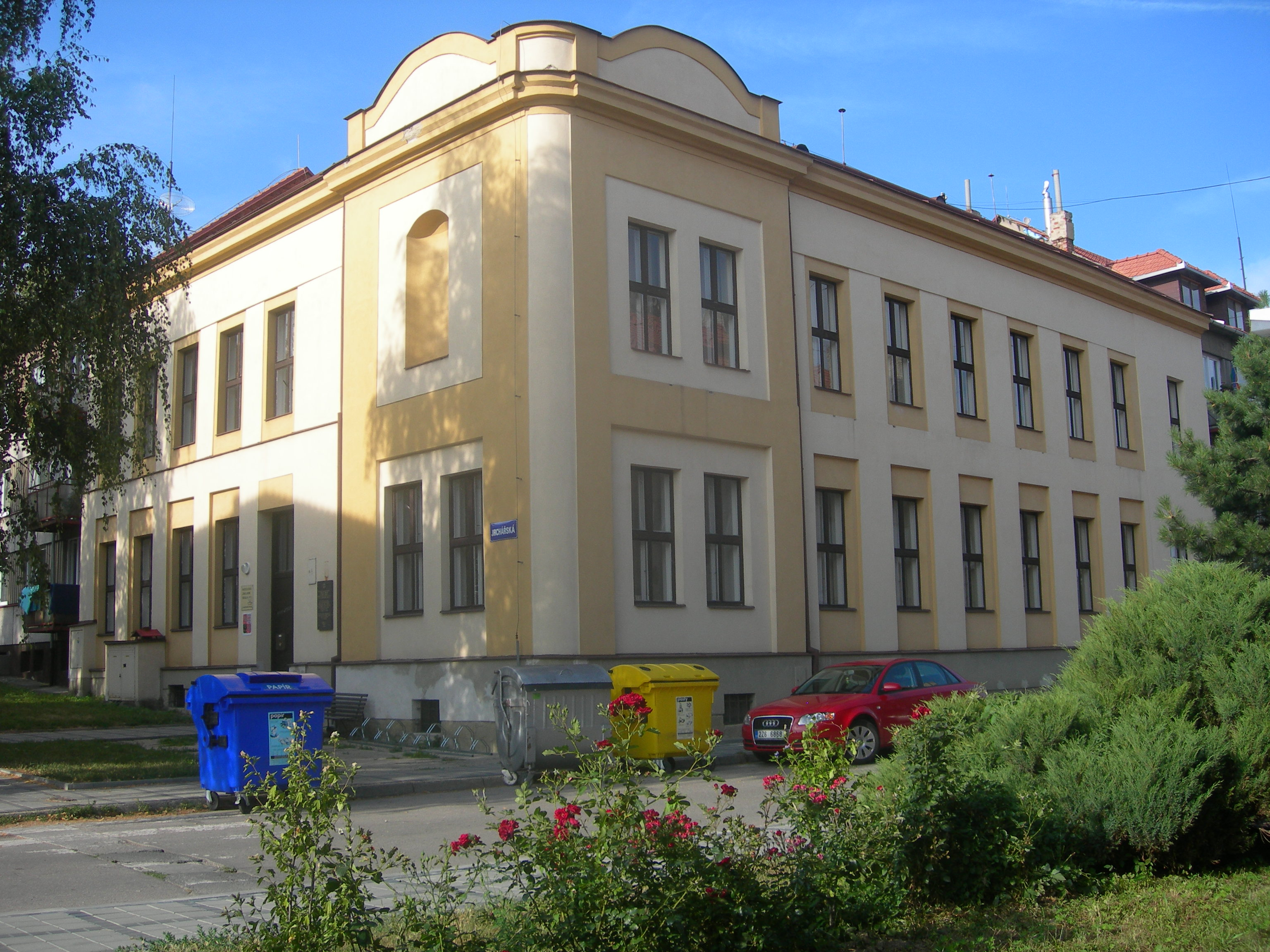
Jeden z niewielu zachowanych budynków dawnej żydowskiej zabudowy – szkoła.
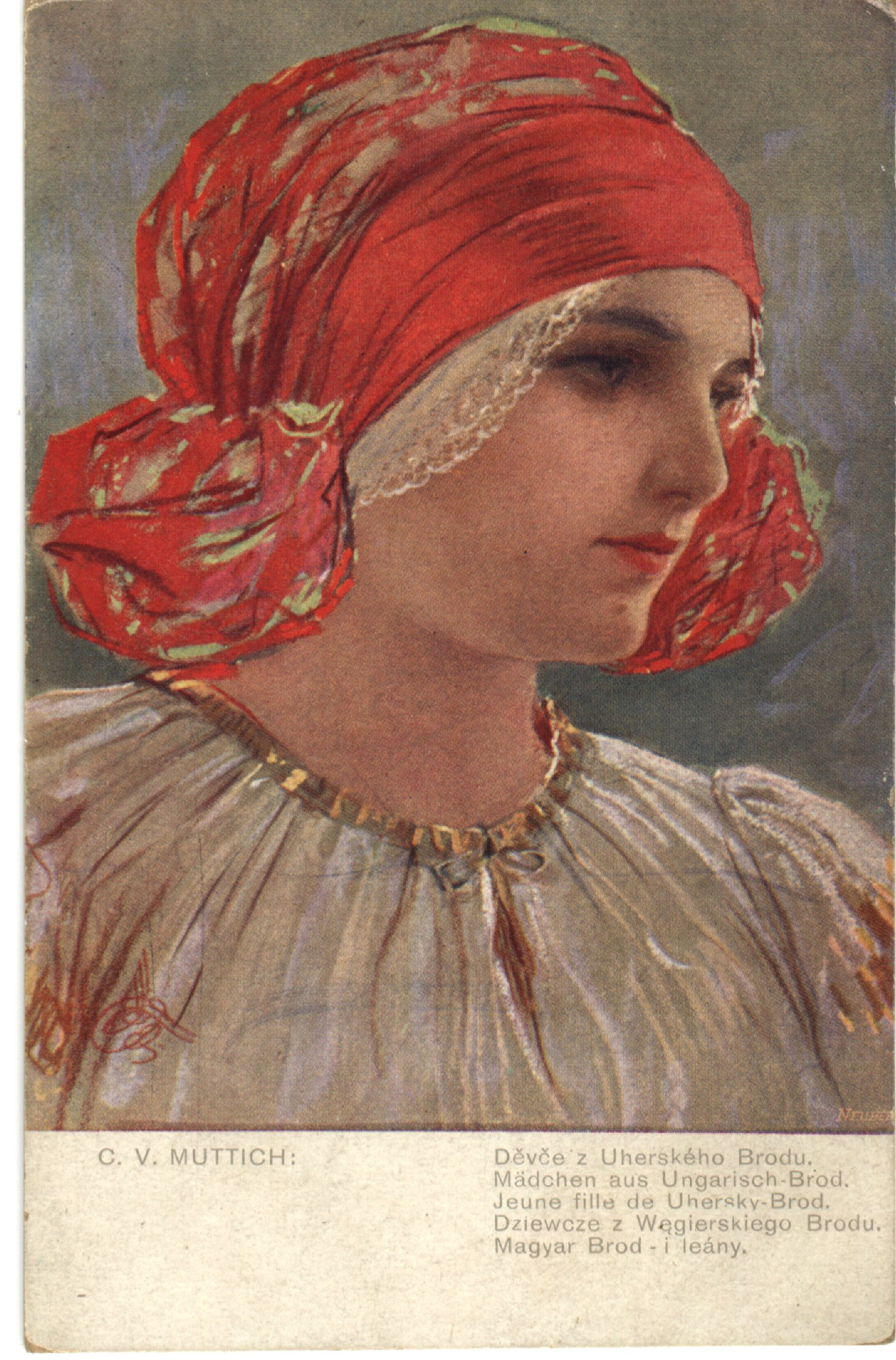
C.V.Muttich: Dziewcze z Węgierskiego Brodu - skan ze starej pocztówki, około 1914 roku
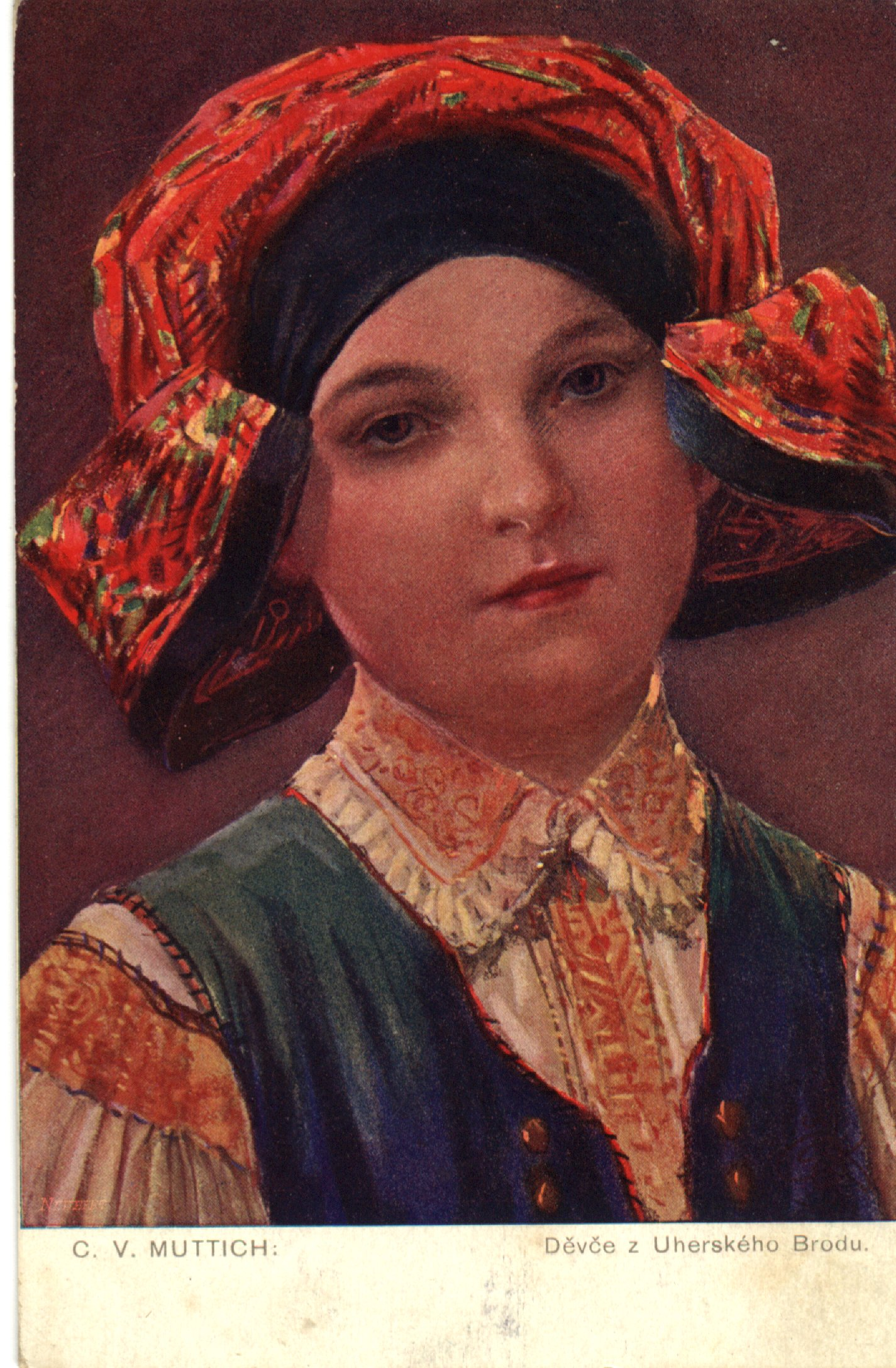
C.V.Muttich: Dziewcze z Węgierskiego Brodu - skan ze starej pocztówki, około 1914 roku